# Voiteștii din Deal
Voiteștii din Deal – wieś w Rumunii, w okręgu Gorj, w gminie Bălănești. W 2011 roku liczyła 173 mieszkańców.